# マンキエ・エクレオ諸島

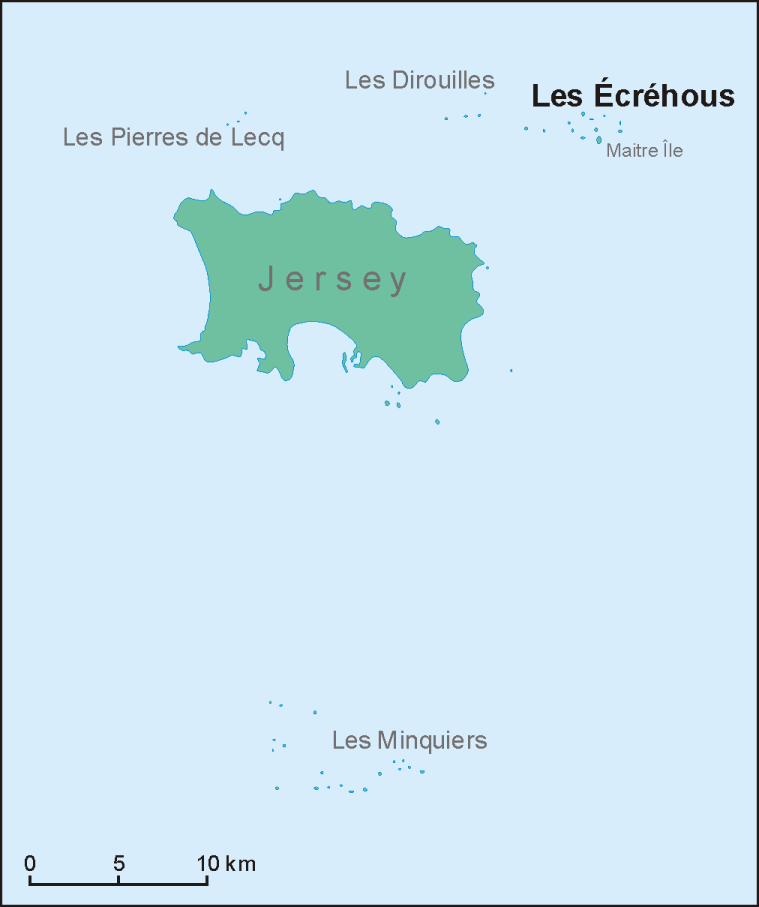
マンキエ・エクレオ諸島の位置。中央はジャージー。

マンキエ・エクレオ諸島（マンキエ・エクレオしょとう）は、マンキエ諸島とエクレオ諸島の2つの諸島の総称である。チャンネル諸島近くにある諸島で、現在はイギリスのジャージー管轄下にある。領有権を戻って国際紛争が起きていた歴史がある（「歴史」節参照）。

## 歴史
イギリスは本諸島をノルマンディー公ウィリアムによる1066年のイングランド征服に基づく領域権原を主張、一方フランスはフランス王による1204年のノルマンディー征服に基づく領域権原を主張し、国際紛争となっていた。
1951年、双方は国際司法裁判所（ICJ）に判断を委ねた。結果マンキエ・エクレオ諸島がイギリスに帰属することが正式に認められた。
これによって英国旗（ユニオンジャック）が諸島に掲げられた。1998年、フォークランド紛争に対する抗議として「パタゴニア王」の代理を名乗ったフランス人たちが諸島に上陸、英国旗を不法に撤去した。英国旗は翌日再掲された。